# Натуральні рівняння
Натуральні рівняння - співвідношення на кривину і кручення бірегулярних кривих. Чудова властивість натуральних рівнянь в тому, що за ними можна однозначно відновити криву. Натуральні рівняння - рівняння, що виражають кривину {\displaystyle k} і кручення {\displaystyle \varkappa } кривої як функції її дуги: {\displaystyle k=k(s)}, {\displaystyle \varkappa =\varkappa (s)}. Найменування «Натуральні рівняння» пояснюється тією обставиною, що функції {\displaystyle k(s)} і {\displaystyle \varkappa (s)} не залежать від положення кривої в просторі (від вибору системи координат), а залежать тільки від форми кривої. Дві тричі неперервно диференційовні криві, що мають однакові натуральні рівняння, можуть відрізнятися одна від одної тільки положенням в просторі. Інакше кажучи, форма кривої однозначно визначається її натуральними рівняннями. Якщо задані дві неперервні функції {\displaystyle k(s)} і {\displaystyle \varkappa (s)}, з яких перша додатна, то завжди існує крива , для якої ці функції є відповідно кривиною і крученням.